# Seznam klubů v nejvyšších fotbalových soutěžích zemí OFC
Toto je seznam klubů, které hrají v nejvyšších fotbalových soutěžích zemí, které patří k OFC. Patří sem všechny státy z oblasti Oceánie kromě Austrálie, která se v roce 2006 přidala k Asijské fotbalové federaci. 

## Americká Samoa
- Fotbalové kluby Americké Samoy
- Fotbalová asociace: American Samoa Football Association

Sezóna 2006:
| Klub             | Město     |
| ---------------- | --------- |
| Flame On         | Pago Pago |
| Pacific Products | Pago Pago |
| Peace Brothers   | Pago Pago |
| Tafuna Jets      | Pago Pago |

(názvy ostatních týmů nezjištěny)

## Cookovy ostrovy
- Fotbalové kluby Cookových ostrovů
- Fotbalová asociace: Cook Islands Football Association

Sezóna 2006:
| Klub            | Město |
| --------------- | ----- |
| Avatiu FC       |       |
| Matavera FC     |       |
| Sokattack Nikao |       |
| Takuvaine       |       |
| Titikaveka      |       |
| Tupapa FC       |       |

## Fidži
- Fidžijské fotbalové kluby
- Fotbalová asociace: Fiji Football Association

Sezóna 2006:
| Klub         | Město   |
| ------------ | ------- |
| Ba FC        | Ba      |
| Nadi FC      | Nadi    |
| Navua FC     | Navua   |
| Rewa FC      | Nausori |
| Lautoka FC   | Lautoka |
| Labasa FC    | Labasa  |
| Suva FC      | Suva    |
| Olympians FC | Suva    |
| Tavua FC     | Tavua   |
| Nasinu FC    | Levuka  |
| Nadroga FC   | Suva    |

## Nová Kaledonie
- Novokaledonské fotbalové kluby
- Fotbalová asociace: Fédération Calédonienne de Football

Sezóna 2005/2006:
| Klub               | Město        |
| ------------------ | ------------ |
| JS Baco            | Baco         |
| US Calédonienne    | Nouméa       |
| AS Lössi           |              |
| AS Magenta         | Nouméa       |
| AS Mont-Dore       | Le Mont-Dore |
| AS Poum            | Poum         |
| AS Témala Ouélisse |              |
| AS Thio Sports     | Thio         |

## Nový Zéland
- Novozélandské fotbalové kluby
- Fotbalová asociace: New Zealand Soccer

Sezóna 2005/2006:
| Klub                | Město            |
| ------------------- | ---------------- |
| Auckland City FC    | Auckland         |
| Waitakere United    | Waitakere        |
| Waikato FC          | Hamilton         |
| Canterbury United   | Christchurch     |
| Hawke's Bay United  | Napier           |
| Team Wellington     | Wellington       |
| Otago United        | Dunedin          |
| YoungHeart Manawatu | Palmerston North |

## Papua Nová Guinea
- Fotbalové kluby Papuy Nové Guiney
- Fotbalová asociace: Papua New Guinea Football Association

Sezóna 2006:
| Klub                | Město        |
| ------------------- | ------------ |
| ICF University      | Port Moresby |
| Pepeala             | Koupa        |
| Saints              | Kimbe        |
| West United         | Kimbe        |
| Welgris Nomads      | Mount Hagen  |
| Blue Kumuls         | Mount Hagen  |
| Sobou               | Lahi         |
| Laitepo Blue Kumuls | Lae          |

Ze čtyř regionálních šampionátů postupují první dva týmy do celostátního mistrovství. Všech osm týmů je rozděleno do dvou skupin po čtyřech. První dva týmy z obou skupin spolu hrají o titul národního mistra.

## Samoa
- Samojské fotbalové kluby
- Fotbalová asociace: Samoa Football (Soccer) Federation

Sezóna 2005:
| Klub               | Město |
| ------------------ | ----- |
| AST Central United | Apia  |
| Faatoia United     | Apia  |
| Gold Star Sogi     | Apia  |
| Kiwi               | Apia  |
| Lupe ole Soaga     | Apia  |
| Moa Moa            | Apia  |
| Moata'a            | Apia  |
| OSM Sinamoga       | Apia  |
| Tuanaimoto Breeze  | Apia  |
| Vaivase-tai        | Apia  |

## Šalomounovy ostrovy
- Fotbalové kluby Šalomounových ostrovů
- Fotbalová asociace: Solomon Islands Football Federation

Sezóna 2006:
| Klub               | Město   |
| ------------------ | ------- |
| Aimela FC          |         |
| Central United FC  |         |
| Koloale FC Honiara | Honiara |
| Kuara FC           |         |
| Mafi United        |         |
| Marist FC          |         |
| Mobile Cools       |         |
| New Jersey FC      |         |
| Ngaube FC          |         |
| Tematangi FC       |         |
| Uncles             |         |

## Tahiti
- Tahitské fotbalové kluby
- Fotbalová asociace: Fédération Tahitienne de Football

Sezóna 2006/2007:
| Klub             | Město    |
| ---------------- | -------- |
| AS Dragon        | Papeete  |
| AS Manu Ura      | Paéa     |
| AS Pirae         | Pirae    |
| AS Tamarii Faa'a | Faa'a    |
| AS Taravao AC    | Taravao  |
| AS Tefana        | Faa'a    |
| AS Temanava      | Temanava |
| AS Vairao        | Vairao   |
| AS Venus         | Mahina   |

## Tonga
- Tonžské fotbalové kluby
- Fotbalová asociace: Tonga Football Association

Sezóna 2003:
| Klub               | Město      |
| ------------------ | ---------- |
| Ahi'o Ulakai       |            |
| Funga'onetaka      |            |
| Kolofo'ou          |            |
| Kumifonua          |            |
| SC Lotoha'apai     | Nuku'alofa |
| Lotoha'apai Dragon | Nuku'alofa |
| Ma'ufanga          | Nuku'alofa |
| Nautoka            | Nuku'alofa |
| Ngele'ia           |            |
| Veitongo           |            |

## Vanuatu
- Vanuatské fotbalové kluby
- Fotbalová asociace: Vanuatu Football Federation

Sezóna 2005/2006:
| Klub                | Město     |
| ------------------- | --------- |
| Amical FC           |           |
| Erakor Golden Star  |           |
| Ifira Black Bird FC |           |
| North Efate FC      |           |
| Siaraga FC          |           |
| Tafea FC            | Port Vila |
| Tupuji Imere FC     |           |
| Westtan Verts FC    |           |
| Yatel FC            |           |